# Dănuț Liga
Dănuț Liga (n. 4 decembrie 1967, com. Viziru, județul Brăila) este un politician român, membru al Parlamentului României. În legislatura 2004-2008, Dănuț Liga a fost ales pe listele PRM, devenit deputat independent în perioada mai 2005 - februarie 2006 iar apoi a devenit membru PD, care a devenit ulterior PDL. În cadrul activității sale parlamentare, Dănuț Liga a fost membru în grupurile parlamentare de prietenie cu Republica Austria, Regatul Suediei, Arabia Saudită și Regatul Spaniei. În legislatura 2008-2012. Dănuț Liga a fost ales deputat pe listele PDL și a fost membru în grupurile parlamentare de prietenie cu Regatul Spaniei și Statele Unite Mexicane.

## Activitate politică
Potrivit ziarului Adevărul din 15 aprilie 2005, deputatul (pe atunci) PRM, Dănuț Liga a propus un proiect de lege prin care românii cu drept de vot care nu se prezintă la alegeri să fie amendați cu unul până la șase salarii medii lunare.